# Glyptostrobus pensilis
Glyptostrobus pensilis – gatunek drzewa z rodziny cyprysowatych (do końca XX w. zwykle w wyodrębnianych osobno cypryśnikowatych Taxodiaceae) reprezentujący monotypowy rodzaj wyżłob (Glyptostrobus Endl.). Rośnie w naturze na kilku izolowanych stanowiskach w wietnamskiej prowincji Đăk Lăk oraz laotańskiej prowincji Khammouan. Pierwotny zasięg obejmował też południowe Chiny, gdzie współcześnie rośnie prawdopodobnie już tylko na stanowiskach antropogenicznych w prowincjach: Fujian, Hunan, Guangdong (jedynie w tej prowincji jest liczny), Jiangxi i Junnan oraz regionie autonomicznym Kuangsi. Gatunek uprawiany jest sporadycznie poza południowo-wschodnimi Chinami, w miejscach o łagodnym klimacie, np. w Wielkiej Brytanii. 

## Morfologia
PokrójKrzew lub niewielkie drzewo osiągające od 8 do 20 m wysokości z pniem o średnicy do 120 cm. Korona jest wąskostożkowata. Kora jest szarobrązowa, spękana w nieregularne płaty. Główne konary rozpostarte poziomo od samego dołu. Gałęzie dalszych rzędów rozgałęziają się nieregularnie, jednoroczne krótkopędy o długości ok. 10 cm są odrzucane.
LiścieLiście łuskowate, niebieskozielone. Na pędach trwałych są krótkie (do 4 mm długości) i ułożone skrętolegle, na krótkopędach są dłuższe, jasnozielone (do 13 mm) i rozłożone są dwustronnie. Jesienią, przed odrzuceniem, liście na krótkopędach czerwienieją.
KwiatyDrzewo jedno- lub dwupienne. Kwiaty męskie zebrane w drobne strobile na łuskowatych szypułach o długości 3 mm, skupione w grona osiągające do 5–10 cm długości. Kwiaty żeńskie zebrane są w pojedyncze, owalne strobile na szypułach, nieco wzniesione. Osiągają do 2,5 cm długości i składają się z ok. 20 łusek. Są zielone i na brzegu postrzępione.
NasionaPowstają po dwa na łuskach. Mają 1,3 cm długości. Są okryte cienką, nieco drewniejącą łupiną i posiadają drobne skrzydełko o szerokości 3 mm.

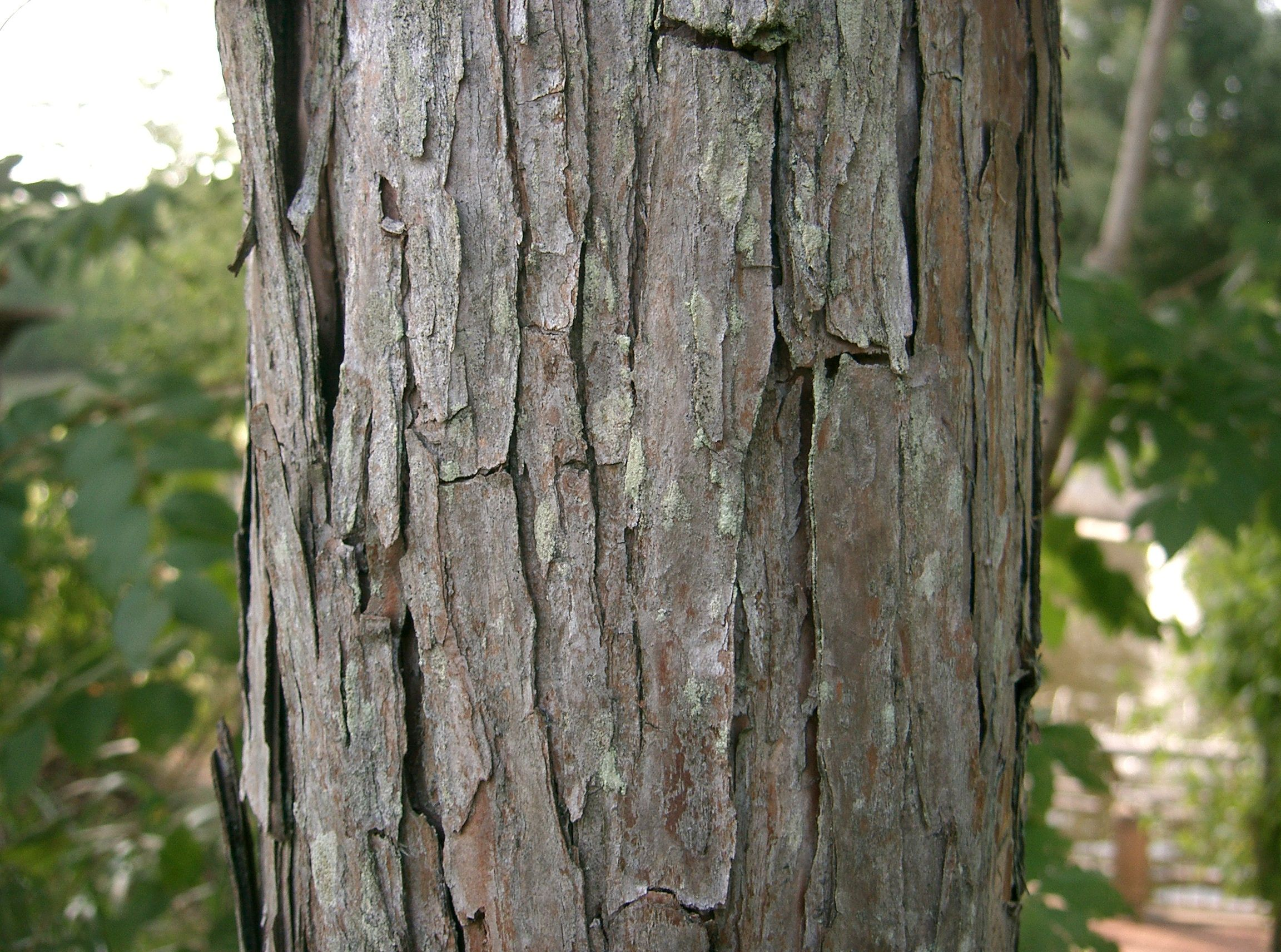
Pień drzewa
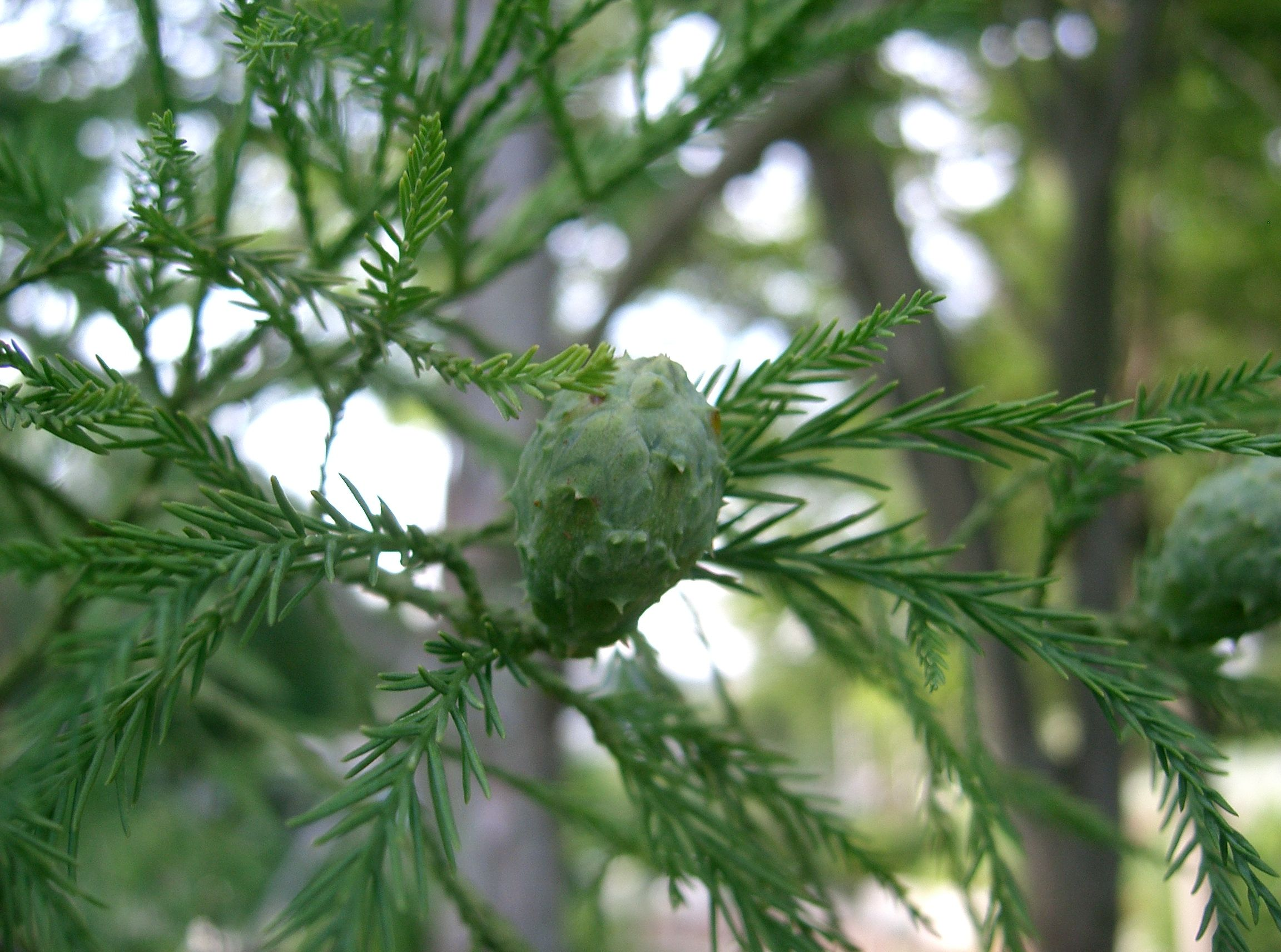
Młoda szyszka
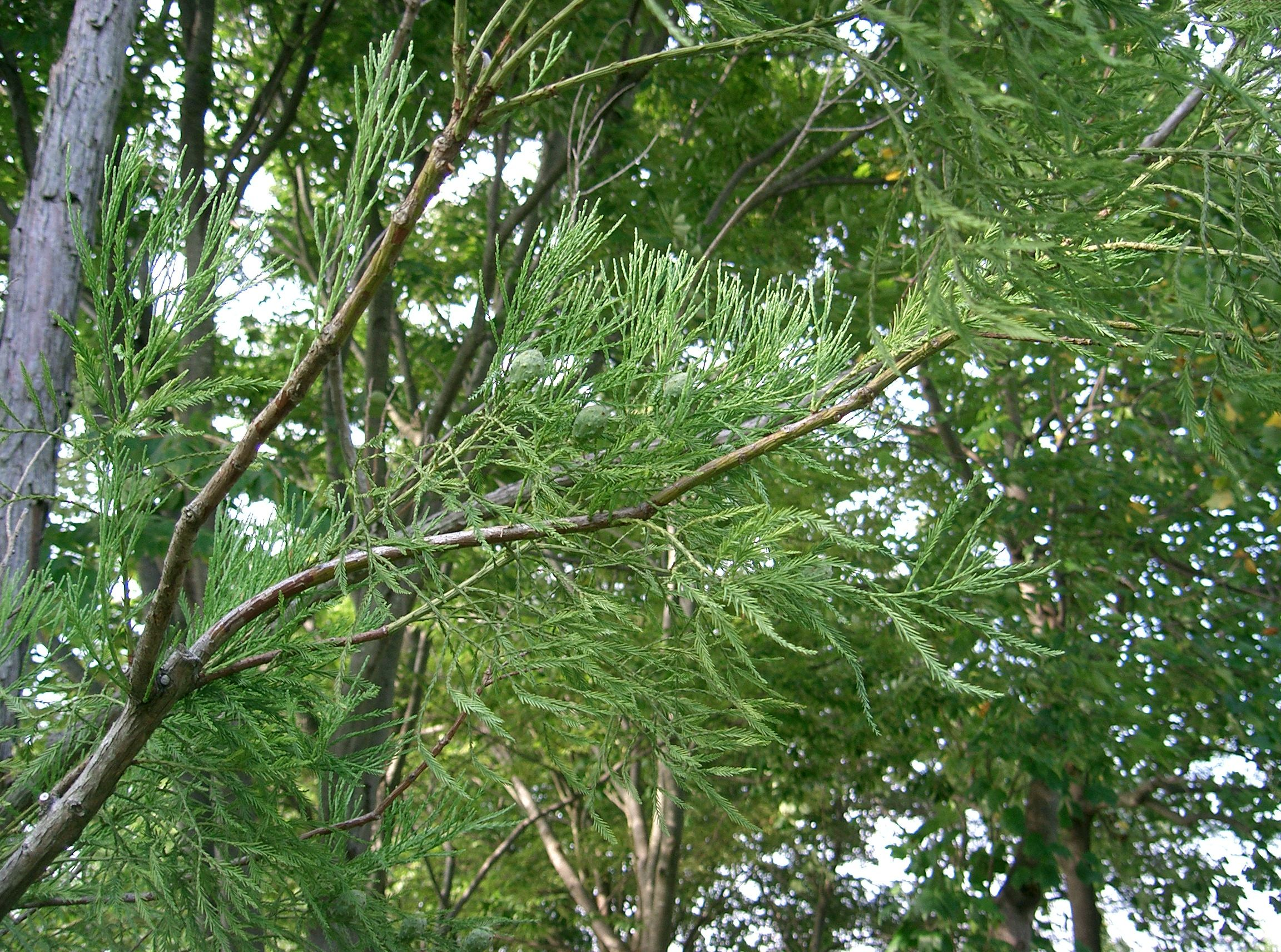
Ulistnione pędy

## Biologia i ekologia
Roślina wieloletnia. Zapylanie następuje w okresie od stycznia do marca, nasiona dojrzewają we wrześniu-październiku, ale pozostają na drzewie do wiosny następnego roku, kiedy to szyszki się otwierają. Siewki mają 4–5 liścieni. 
Gatunek światłolubny – bardzo wrażliwy na konkurencję innych gatunków. Rośnie pojedynczo lub w jednogatunkowych skupieniach nad strumieniami i rzekami, też w deltach rzek. Naturalne stanowiska znajdują się między rzędnymi 500 i 700 m n.p.m.

## Zagrożenia i ochrona
Gatunek stracił swoje naturalne siedliska w Azji południowo-wschodniej z powodu rozwoju rolnictwa. Ze względu na opinię drzewa przynoszącego szczęście – okazy tego gatunku w zasadzie nie są wycinane przez ludność tubylczą. W Laosie i Wietnamie z naturalnych stanowisk znanych jest w sumie nie więcej niż 400 roślin, przy czym bardzo niewiele z nich rodzi płodne nasiona. W Czerwonej księdze gatunków zagrożonych roślina ma status gatunku krytycznie zagrożonego (CR).

## Zastosowanie
Gatunek sadzony jest w rejonach pierwotnego występowania na terenach podmokłych w nasadzeniach przeciwerozyjnych i jako ochrona przeciwwietrzna. Drewno wykorzystywane jest okazjonalnie – głównie z drzew powalonych przez wiatry. Drewno korzeni wyróżnia się dobrą pływalnością i wykorzystywane jest do wyrobu kół ratunkowych, pływaków, korków do butelek.